# ورزشگاه یوویلینی
استادیوم یوویلینی یک ورزشگاه فوتبال در سومی، اوکراین، مکان برگزاری هر دو سومی و آلیانس است. این ساختمان در ۲۰ سپتامبر ۲۰۰۱ به استخراج رسید. ظرفیت کلی این ورزشگاه ۲۵٬۸۳۰ تماشاگر است.
این ورزشگاه میزبان مسابقه‌های بسیاری در سوپرجام اوکراین و جام اوکراین بوده‌است. در غیر این صورت، این استادیوم میزبان بیشترین مسابقات آلیانس در لیگ نخست اوکراین و همچنین مسابقات خانگی سومی می‌باشد. نخستین مسابقه این ورزشگاه با حضور در حدود ۲۹٬۳۰۰ تماشاگر وقتی که اسپارتاک سومی در سال ۲۰۰۳با نفتویک اوختیرکا بازی کرد، رکورد داشت.

## تاریخ
استادیوم یوویلینی در حومه پارک کوزهدوب در نزدیکی مرکز شهر سومی واقع گردیده‌است. پیش از ساخت آن، در مکان یوویلینی استادیوم اسپارتاک بود که در سال ۱۹۴۹ ساخته شد. در سال ۱۹۶۸، به شکل گسترده نوسازی شد تا ۱۲٬۰۰۰ تماشاگر را در خود جای دهد و در اواخر دهه ۸۰ برای ساخت استادیوم جدیدی با ظرفیت ۳۵٬۰۰۰ تماشاگر تخریب شد.
در روز ۱۱ ژوئیه ۲۰۰۹، این ورزشگاه میزبان مسابقه سوپرجام اوکراین ۲۰۰۹ میان باشگاه فوتبال دیناموکیف و باشگاه فوتبال ورسکلا پولتاوا بود. یوویلینی همچنین میزبان فینال جام اوکراین میاندیناموکیف و شاختار دونتسک در ۲۵ می ۲۰۱۱ با مجموع ۲۷٬۸۰۰ تماشاگر بود.
در ۲۲ ژوئیه ۲۰۱۶، کمیته اجرایی فدراسیون فوتبال اوکراین تصمیم گرفت فینال جام حذفی اوکراین را در سومی برگزار نماید. ولی تحت یکسری شروط‌ها از غبیل افزایش تعداد صندلی‌ها به ۳۰٬۰۰۰ صندلی، تطبیق ورزشگاه و محوطه با استانداردهای نظارتی، تکمیل کار نصب سیستم آتش‌نشانی، اتفاقاً اینطور نشد. در روز۱۳ دسامبر ۲۰۱۶، اطلاعاتی منتشر شد مبنی بر اینکه خارکف حق میزبانی فینال جام را از سومی گرفته‌است.
در روز ۲۰ اوت ۲۰۱۶، این ورزشگاه میزبان بازی لیگ برتر میانالمپیک دونتسک و اسکندریه بود. بعد از آن، المپیک تصمیم گرفت تمام بازی‌های خانگی خود در دور نخست جام اوکراین را در یوبیلینی برگزار کند.
در سال ۲۰۱۸–۲۰۲۰، باشگاه لیگ آماتور ال اس جی سیرواتکا آغاز به میزبانی مسابقه‌های خانگی خود در ورزشگاه کرد و متعاقباً در سال ۲۰۲۰ این باشگاه به اف سی سومی تغییر نام داد.

## مشخصات
پیمایش ورزشگاه ۱ هکتار (۲٫۵ جریب فرنگی) می‌باشد، در حالی که زمین ساخته شده به ۱۵٬۹۶۰ متر مربع (۱۷۱٬۸۰۰ فوت مربع) می‌رسد. سیستم زهکشی و سیستم گرمایش زمین توسط التر نصب گردیده شده، در حالی که روشنایی ورزشگاه توسط آتش ضمانت می‌شود. جدول امتیازهای میدانی توسط ویدئوتون مهیا شده‌است.
ساختمان اداری ۱۰۶٫۴ متر در ۱۴٫۹ متر می‌باشد در حالی که سالن آموزش ۱۶۴٫۲ متر مربع (۱٬۷۶۷ فوت مربع) است.